# Joachim Wittstock
Joachim Wittstock (n. 28 august 1938, Sibiu), este un profesor, cercetător și scriitor de limba germană din România.
Este unul din cei trei fii ai scriitorului Erwin Wittstock și nepot al scriitorului Oskar Wittstock. 
A studiat germanistica și româna la Cluj, după care a lucrat ca profesor de limba germană la Cisnădie și Sibiu.
Din 1971 până în 1999 a lucrat în calitate de cercetător la Centrul de Științe Sociale Sibiu al Academiei de Științe Sociale și Politice a R.S.R. transformat după 1989 în Institutul de Cercetări Socio–Umane Sibiu al Academiei Române. 
Joachim Wittstock a publicat o carte privind opera epică a lui Erwin Wittstock (Erwin Wittstock. Das erzählerische Werk) 
Joachim Wittstock a fost redactor-șef la revista bianuală Forschungen zur Volks- und Landeskunde. 
În anul 2000 a fost recompensat cu titlul de Doctor honoris causa al Universității din Sibiu.
A publicat mai multe volume de versuri, schițe și povestiri, în România și în Germania. 
La pensie a rămas la Sibiu, ca scriitor liber profesionist.

## Scrieri
Povestiri și proză scurtă:
- Blickvermerke (1976),
- Karussellpolka (1978),
- Parole Atlantis (1980),
- Der europäische Knopf (1991),
- Spiegelsaal (Sala oglinzilor) (1994),
- Die dalmatinische Friedenskönigin (1997),
- Scherenschnitt (2002),
- Keulenmann und schlafende Muse (Omul cu măciuca și muza adormită) (2005),
- Dumbrava morilor. Schițe și nuvele. Institutul Cultural Român (o culegere de note de călătorie prin Sibiu, Viena, Grecia, Delta, Germania, selectate din volumele anterioare ale autorului de Nora Iuga).
- Eugen Simion,  Ovid. S. Crohmălniceanu, Dumitru Micu,  Marin Mincu, Gheorghe Bulgăr, Emil Manu, Ștefan Borbély, Theodor Damian, Emilian Galaicu-Păun, Ioan Lazăr, Joachim Wittstock: Eseuri critice despre Christian W. Schenk, Dionysos Boppard 2022, ISBN 9783750440746

Precum și romanele: 
- Ascheregen (1985),
- Bestätigt und besiegelt (2003)
- Die uns angebotene Welt (2007)
- Strania călătorie a lui Peter Gottlieb, editura Tracus Arte, 2015

## Premii și distincții
- Premiul Uniunii Scriitorilor din România, de 3 ori, (1978, 1983, 2002)
- Premiul Fundației germane Schiller din Weimar (1991)
- Premiul Andreas-Gryphius (1992).

### Decorații
- Ordinul național „Pentru Merit” în grad de Cavaler (1 decembrie 2000) „pentru realizări artistice remarcabile și pentru promovarea culturii, de Ziua Națională a României”[9]